# Puccinellia kattegatensis
Puccinellia kattegatensis là một loài thực vật có hoa trong họ Hòa thảo. Loài này được (Neuman) Holmb. miêu tả khoa học đầu tiên năm 1916.